# Sud global

En vermell, aquells països que podrien ser considerats Sud Global.

Sud global és un terme utilitzat en estudis postcolonials i transnacionals que pot referir-se tant al tercer món com al conjunt de països en vies de desenvolupament. També pot incloure a les regions més pobres (en general al sud) de països rics (del nord global). El sud global és un terme que estén el concepte de país en vies de desenvolupament. Habitualment es refereix a tots aquells països que tenen una història interconnectada de colonialisme, neocolonialisme i una estructura social i econòmica amb grans desigualtats en nivells de vida, esperança de vida o accés a recursos.

## Orígens
El primer ús del sud global en un sentit polític contemporani va ser el 1969 per Carl Oglesby, que va escriure a la revista catòlica Commonweal en un número especial sobre la guerra del Vietnam. Oglesby va argumentar que segles de "domini del nord sobre el sud global […] ha convergit […] per produir un ordre social intolerable".
El terme va obtenir un atractiu al llarg de la segona meitat del segle xx, que es va accelerar ràpidament a principis del segle XXI. Va aparèixer en menys de dues dotzenes de publicacions el 2004, però en centenars de publicacions el 2013. L'aparició del nou terme va significar mirar les problemàtiques realitats dels seus predecessors, és a dir: Tercer Món o Món en desenvolupament. El terme és menys jeràrquic.

## Debats sobre el terme
Amb el seu desenvolupament, molts estudiosos van preferir utilitzar el sud global que els seus predecessors, com ara "països en desenvolupament" i "tercer món". Leigh Anne Duck, coeditora de Sud Global, va argumentar que el terme és més adequat per resistir a les "forces hegemòniques que amenacen l'autonomia i el desenvolupament d'aquests països". Alvaro Mendez, cofundador de la Unitat Global Sud de la Escola de Londres d'Econòmica i Ciència Política, ha aplaudit els aspectes empoderadors del terme. En un article, Discussió sobre el sud global, Mendez parla de les economies emergents en països com la Xina, l'Índia i el Brasil. Es preveu que cap al 2030, el 80% de la població de classe mitjana del món viurà en països en desenvolupament. La popularitat del terme "marca un canvi central des del desenvolupament i la diferència cultural" i reconeix la importància de les relacions geopolítiques.
Els crítics d'aquest ús sovint defensen que es tracta d'un terme vaguet". Altres han defensat que el terme, el seu ús i les seves conseqüències posteriors es beneficien principalment dels de les classes altes dels països del Sud Global; que són capaços de treure profit de la realitat política i econòmica d'expandir les relacions sud-sud."

### Àmbit
Els límits geogràfics del Sud Global continuen sent una font de debat. Crítics i estudiosos com Andrea Hollington, Oliver Tappe, Tijo Salverda i Tobias Schwarz coincideixen que el terme no és un "concepte estàtic". Altres, com Rodolfo Magallanes, han defensat "agrupar una gran varietat de països i regions en una categoria perquè tendeix a enfosquir relacions específiques (històriques) entre diferents països i / o regions" i els desequilibris de poder dins d'aquestes relacions. Argumenta que això "pot enfosquir les diferències de riquesa dins dels països i, per tant, les similituds entre els rics del Sud Global i del Nord Global, així com la situació pèssima que poden tenir els pobres a tot el món".
El terme no és estrictament geogràfic i no és "una imatge del món dividida per l'equador, que separa els països més rics dels seus companys més pobres". Més aviat, la geografia s'hauria d'entendre més fàcilment com a econòmica i migratòria, el món entès a través del “context més ampli de globalització o capitalisme global”.

## Ús del terme
El sud global (Global South) "va sorgir en part per ajudar els països de l'hemisferi sud a treballar en col·laboració en qüestions polítiques, econòmiques, socials, ambientals, culturals i tècniques." Això s'anomena cooperació Sud-Sud (SSC), un terme polític i econòmic que fa referència a l'objectiu a llarg termini d'aconseguir canvis econòmics mundials que beneficien mútuament els països del Sud Global i condueixen a una major solidaritat entre els desfavorits del sistema mundial." L'esperança és que els països del Sud Global “s'ajudin mútuament en el desenvolupament social, polític i econòmic, alterant radicalment el sistema mundial per reflectir els seus interessos i no només els interessos del Nord Global en el procés”. Es guia pels principis de "respecte a la sobirania nacional, propietat nacional, independència, igualtat, no condicionalitat, no interferència en les polítiques internes i benefici mutu." Els països que utilitzen aquest model de cooperació Sud-Sud ho veuen com una "relació mútuament beneficiosa que difon coneixements, habilitats, competències i recursos per afrontar els seus reptes de desenvolupament com l'alta pressió poblacional, la pobresa, la fam, les malalties, el degradació ambiental, els conflictes i els desastres naturals". Aquests països també col·laboren per tractar "qüestions transfrontereres com la protecció del medi ambient, el VIH/SIDA". i el moviment de capital i de treball.
A mesura que els líders del Sud Global es van fer més afirmatius en la política mundial en els anys 90 i 2000, la cooperació Sud-Sud ha augmentat per "desafiar el domini polític i econòmic del nord". Aquesta cooperació s'ha convertit en un concepte polític i econòmic popular arran de les migracions geogràfiques de l'activitat de fabricació i producció des del nord al sud global i l'acció diplomàtica de diversos estats, com la Xina. Aquestes tendències econòmiques contemporànies han "millorat el potencial històric del creixement econòmic i la industrialització al sud global", que ha renovat els esforços dirigits de la SSC que "afluixen les estructures imposades durant l'època colonial i traspassen els límits de la geografia política i econòmica de postguerra". Utilitzat en diversos llibres i en números especials de literatura nord-americana, el terme Global South, recentment es va fer destacat per a la literatura dels Estats Units.

## Govern, politica i administració
Generalment, els estats del sud global només han assolit l'autodeterminació i la democràcia plenes després de la segona meitat del segle xx. Molts van ser governats per una potència imperial europea fins a la descolonització. Els sistemes polítics al sud global són diversos, però la majoria dels estats havien establert alguna forma de govern democràtic a principis del segle xxi, amb diversos graus d'èxit i llibertat política. Molts es consideren democràcies lliures o defectuoses per índexs de llibertat com l'índex de la democràcia, la llibertat al món i l'índex de la llibertat al món i després de la descolonització i la independència, les elits sovint han tingut el control oligàrquic del govern.
L'establiment d'un estat democràtic saludable ha estat sovint desafiat per la corrupció generalitzada i el nepotisme i per una baixa confiança i participació en el procés democràtic. Els habitants del Sud Global van ser introduïts als sistemes democràtics més tard i de manera més brusca que els seus homòlegs del nord i, a vegades, es van orientar per esforços governamentals i no governamentals per fomentar la participació. El sociòleg Patrick Heller defineix com a "ciutadania efectiva": "tancar el buit entre els drets legals formals en l'àmbit civil i polític, i la capacitat real de practicar de manera significativa aquests drets [...]"

## Economia

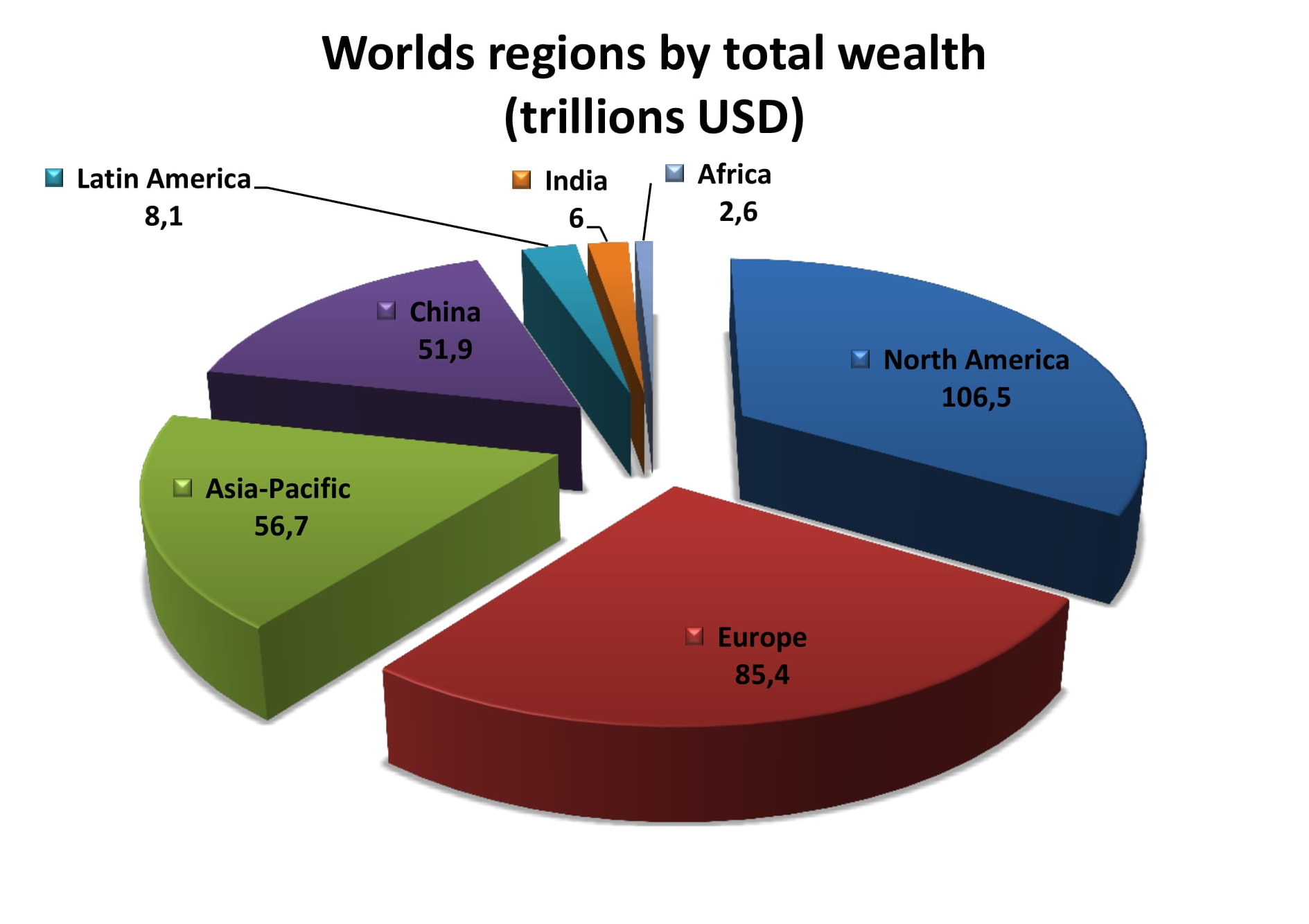
Regions mundials per riquesa total (en bilions de dòlars USD), 2018

Els països en desenvolupament es refereixen sense voler al Sud Global. Després de la independència i la descolonització del segle xx, aquests estats van tenir una necessitat urgent de noves infraestructures, indústria i estimulació econòmica. Molts van confiar en la inversió estrangera. Aquest finançament es va centrar en la millora de les infraestructures i la indústria, però va suposar un sistema d'explotació sistèmica. Exportaven matèries primeres, com ara cautxú, per a regatejar i negociar. Les empreses amb seu al món occidental han utilitzat sovint la mà d'obra més barata del sud global per a la producció. Occident es va beneficiar significativament d'aquest sistema, però va deixar el Sud Global sense desenvolupar.
Aquest arranjament de vegades s'anomena neocolonialisme, és a dir, un sistema pel qual els països menys desenvolupats són aprofitats pels països menys desenvolupats. No vol dir necessàriament que les antigues colònies siguin controlades pel seu antic colonitzador; es refereix a una explotació colonial. S'han establert diverses institucions amb l'objectiu de posar fi a aquest sistema. Una d'aquestes institucions és el Nou Ordre Econòmic Internacional. Tenen una política “sense restriccions” que promou que els països en desenvolupament siguin o es facin autosuficients. Més concretament, defensen la sobirania dels recursos naturals i la industrialització.
Els problemes globals que més sovint han discutit les nacions del Sud global inclouen necessitats de globalització, governança global de la salut, salut i prevenció. Això ho contrasta amb problemes que tendeixen a abordar les nacions occidentals, com ara les innovacions en ciència i tecnologia. Les coalicions de països en vies de desenvolupament, com el NIEO, solen lluitar contra la paritat en l'escenari mundial. L'augment de la Xina podria implicar l'augment dels països BRIC.